# 門洛公園 (紐澤西州)
門洛公園（Menlo Park）位於新澤西州愛廸生市附近的一個城鎮，現在己發展成一個繁華的購物中心。是愛迪生紀念塔及新澤西州立公園所在地。